# Panini (gramático)

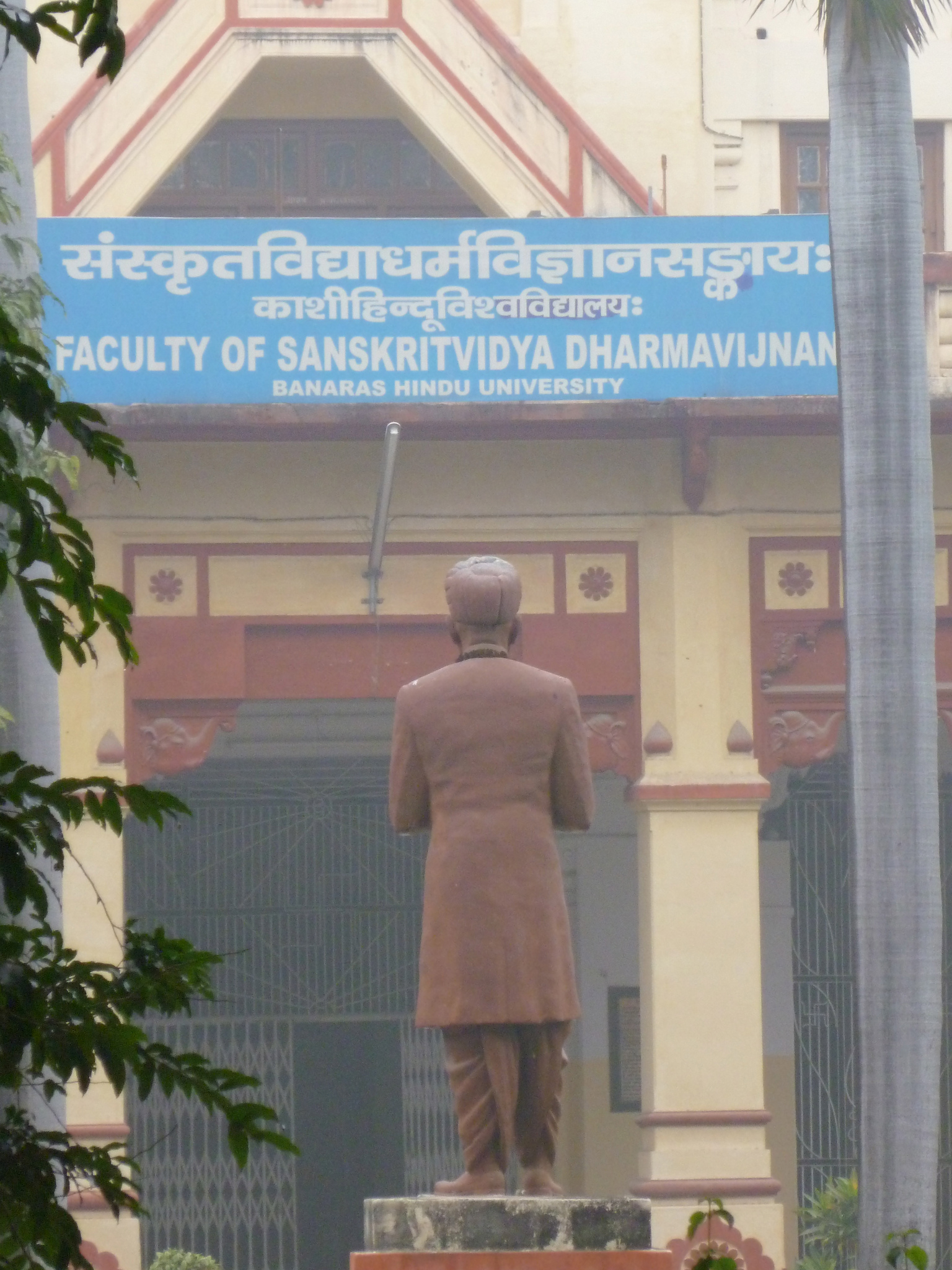
Moderna estatua de Pāṇini vestido al estilo Imperio mogul (-) en la Universidad de Benarés.

Pāṇini (Shalatura, fl. siglo IV a. C.) fue un eminente gramático sánscrito de la India antigua. Con seguridad, el gramático más célebre y más frecuentemente citado de los antiguos gramáticos de la India. Se le considera el padre de la lingüística y la gramática.

## Vida
Pāṇini vivió en Gandhara, después de la época de Buda (420–368 a. C.) y antes de la primera mención de la muerte de Pāṇini (por un león), en el Pancha-tantra (hacia el 200 a. C.). Se le considera un inspirado muni (‘pensador’, siendo mauná: ‘silencio’).
La forma Pāṇini, es la transcripción en AITS, de la forma पाणिनि (en escritura devanagari). La pronunciación comúnmente aceptada es /pɑːˈɳini/. El término Pāṇini se interpreta normalmente como '[descendiente] de Pāṇina', de acuerdo con el Aṣṭādhyāyī 4.1.95. Pāṇina significa '[descendiente] de Pāṇin', (Ashta-adhiaia, 6.4.165), Pāṇin es el nombre de una familia de la tribu kauśika, según el Jari-vamsa y el Visnú-purana.
Era llamado Daksheia (hijo de la señora Dakshí). Su abuelo se llamaba Devala. A Pāṇini también se le llamó Shalaturíia (śālāturīya): ‘natural de Shalatura’, una aldea en la margen derecha del río Indo, en el noroeste de la India, cerca de Attock y de Peshawar, en la actual provincia pakistaní de Jiber Pajtunjua.

## Obras
La obra más importante de Pāṇini fue el Astadhiai (‘ocho capítulos’).
Se le atribuyen varios otros (aunque posiblemente fueron escritos por otros autores, que usaron el seudónimo «Pāṇini » para dar autoridad a sus obras):
- Dhatu-patha
- Gana-patha
- Linga-anushasana
- Shiksa

### Antes de Pāṇini
La gramática de Pāṇini describe una variante sánscrita más evolucionada a la empleada en la redacción del Rig-veda (el texto más antiguo de la India, datado aproximadamente hacia mediados del II milenio a. C.). La lengua que describe Pāṇini frecuentemente se denomina "sánscrito clásico", mientras que la lengua empleada en el Rig-Veda similar aunque con algunos rasgos dialectales un poco diferentes se denomina "sánscrito védico" o simplemente "védico". De acuerdo a la tradición gramática de la antigua India, el habla (vach) es un concepto importante en los himnos védicos, que afirman que Brijáspati, el «dueño de la palabra sagrada», les «puso nombre a las cosas».
La tradición lingüística de la antigua India no considera todas las lenguas en pie de igualdad, como sucedería en la lingüística moderna. En esa tradición el sánscrito, lengua llamada “perfecta” ("saṃskṛtam" bhaṣa) se opone a prácrito (prakṛta 'natural, ordinario, sin pulir', conjunto de variantes coloquiales innovadoras y menos conservadoras que el arcaizante sánscrito clásico). El sánscrito de Pāṇini parece ser una estandarización de lengua escrita basada en una lengua anterior al prácrito, cuyos primeros testimonios remontan a más de mil años antes de nuestra era. Se cree que la gente dejó de hablar sánscrito en el siglo III a. C. ―la época en que se compusieron los fundamentales textos épicos y mitológicos Mahābhārata y Ramayana― y fue sustituida por las lenguas prácritas, lo cual impuso el desciframiento y traducción de los textos (míticos o religiosos) desde una lengua muerta: tal desciframiento de una poesía que ya no se decía dio origen a la gramática de Pāṇini .
La gramática de Pāṇini tiene un carácter descriptivo, y es en este punto donde se diferencia de las gramáticas de los griegos y de las subsiguientes.

### La gramática de Pāṇini
La obra más célebre de Pāṇini, el Astadhiai, es llamada así porque consta de ocho lecciones (adhyaya). El texto, relativamente reciente, recopila el amago de las teorías lingüísticas anteriores, transmitida por vía oral. Es una razón la admiración de los filólogos modernos, pues llegó a una perfección en el análisis lingüístico que recién fue superada hace un siglo. Se cree comúnmente que Pāṇini compuso su obra entre los siglos IV y III a. C.
La gramática de Pāṇini fijó de forma definitiva la composición de la gramática sánscrita. Consta de unos 4000 aforismos de notable concisión, llamados sutra. Estas reglas tienen la particularidad de estar ordenadas cíclicamente, de tal suerte, por ejemplo, que cualquiera de ellas se basa en la inmediatamente anterior y es soporte, además, para la siguiente. Las reglas están antecedidas por un catálogo de sonidos del sánscrito y dividido en catorce grupos. Junto al corpus de reglas, y como elementos auxiliares, se encuentran dos catálogos, uno de raíces y otro de bases nominales.
Esta brevedad se logra gracias a la invención de una especie de sistema algebraico de anotaciones que no se encuentra fuera de las escuelas gramaticales. El sistema es tan peculiar que no es probable que hubiera sido inventado por un solo hombre y que se hubiera impuesto inmediatamente a todos sus colegas. Se trata evidentemente del resultado de varios siglos de estudios gramaticales y por eso Pāṇini debe ser considerado como el redactor final de la gramática, que se impuso al anterior viakarana (gramática sánscrita tradicional) por su mayor comprensión y exactitud. De hecho, en el texto Pāṇini cita a unos 64 gramáticos que le precedieron, lo cual demuestra la antigüedad de esta ciencia entre los indios y la extensión de su estudio.
Pāṇini empleó el sistema tradicional de los sutras o aforismos encadenados para ayudar a la memoria de los estudiantes ya que la introducción en aquellos tiempos era oral y por tanto se imponía un sistema mnemotécnico.

### Carácter de la gramática de Pāṇini
El plan de Pāṇini difiere totalmente del adoptado comúnmente en las gramáticas modernas, que suelen acomodarse a las partes de oración. Como la obra está escrita en forma de aforismos que debían aprenderse de memoria, la mayor preocupación del autor consiste en reducir al mínimo el trabajo memorístico. Para lograr su objeto agrupa conjuntamente todos los casos que presentan las mismas características fonéticas o morfológicas, pertenezcan o no a la misma parte de la oración. Lo que más llama la atención del modelo lingüista es la maestría con que analizan los elementos constitutivos del lenguaje.
Hay un afán del lingüista por la morfología de la lengua sánscrita. Las bases nominales y verbales, las raíces y los afijos y la manera como estos se introducen por medio de reglas, son aspectos que competen a esa rama de la lingüística.
Cada palabra resuelve en sus elementos componentes, que son desinencia, tema con sus diferentes derivados y raíz. La raíz es lo más importante. A raíces (dhatu, fundamento) con significación esencialmente verbal, se reducen en lo posible todas las palabras. Raíz es el elemento irreductible y común a todas las palabras de una misma familia semántica. El tema está constituido por la raíz más uno o más elementos determinados o morfemas que permiten la inmediata inserción de los elementos flexionales. Estos conceptos abstractos empleados para el análisis lingüístico por los gramáticos indios eran desconocidos por la filología europea y fueron incorporados a la misma por Franz Bopp.
La lingüística debe a Pāṇini la presentación del morfema cero (0). Advirtió lúcidamente el hindú que hay formas lingüísticas que carecen de una representación fonológica, al menos en su estructura superficial. Por ejemplo, la forma española lunes, carece por sí misma de la característica morfológica del número plural. Para obviar el problema Pāṇini sugirió colocar el morfema 0 allí donde faltaba la marca así:
(plural) lunes + 0
(plural) sheep + 0

### Los sucesores de Pāṇini
Los sutras gramaticales de Pāṇini fueron completados por sus sucesores. Merece una mención Katyayana, autor de una amplia colección de notas críticas a la obra de Pāṇini, llamada Vartika. Estas notas tienen la misma brevedad que los sutras que comentan. A las mismas vino a unirse el Majá-bhashia de Patanjali (hacia el siglo II a. C. Existen otras muchas obras gramaticales posteriores, pero todas ellas se derivan de la genial obra de Pāṇini.
La gramática de Pāṇini fue traducida en Europa entre 1815 y 1840 por Otto von Böhtlingk (1815-1904) y cuya edición francesa fue efectuada por Louis Renou (1896-1966), sorprende por su precisión en las formulaciones, que se refieren tanto como a la organización fónica como a la morfología de la lengua sánscrita.
Renou (Etudes vèdiques et paniniennes) comentando este párrafo, piensa junto a Geldner y Strauss que se trata de la parte transcendente del lenguaje, lo que se llamara posteriormente el brahman y del que se dice que, como ocurre con Vach o Vak, “el hombre no está en estado de reconocer más que una mínima parte”.
En primer lugar, observando junto a Renou, se nota la estrecha relación entre la gramática y el ritual en sánscrito. Si bien los casos gramaticales no llevan designaciones especiales, están marcados con unos índices numéricos, (prathama). Este tipo de indicaciones procedería de un ritual en el que varían nociones (días, ritos, modos musicales, etc.) eran evocados por medio de ordinales.

## Muerte
Según el Pancha-tantra (hacia el 200 a. C.), Pāṇini fue matado por un león.
El texto, que en algunas recensiones aparece como 2.33, dice:
simho viakaranasia kartur ajarat pranan priian paninej /
mimamsakritam unmamatha sajasa jasti munim jaiminim //
chando-gñana-nidhim jaghana makaro velatate pingalam /
agñana-vrita-chetasam atirusham ko arthas tirascham gunaij //

Un león le quitó la vida al querido gramático Pāṇini, un elefante aplastó a Yaimini, el creador de [la doctrina] mimamsa, Pingala fue matado por un cocodrilo: ¿qué les importan los logros académicos a los insensibles animales?
Ese texto a veces se atribuye a Vallabha Deva.

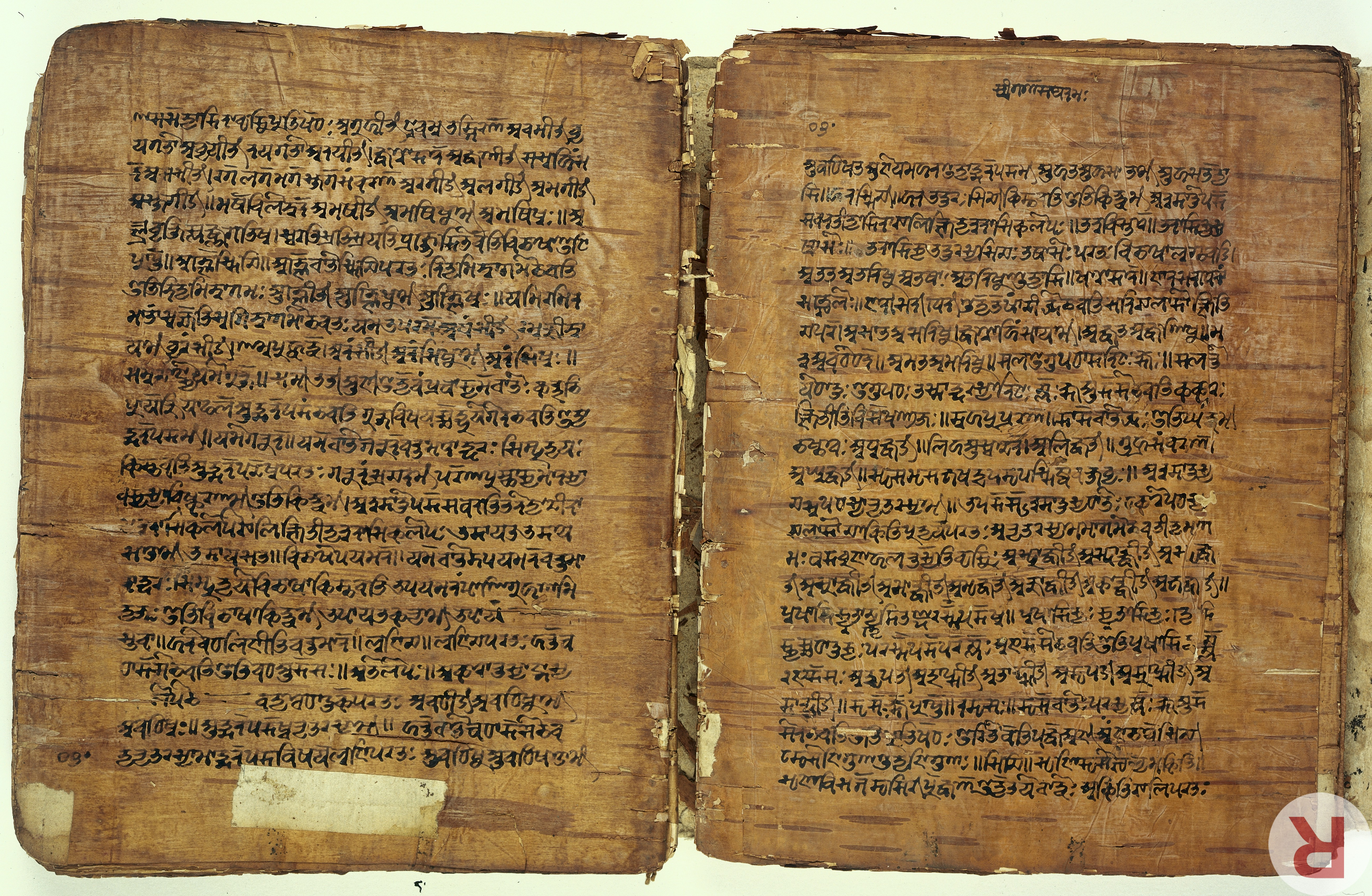
Manuscrito escrito en corteza de abedul de la gramática de Panini en sánscrito, escrito por un monje budista de la actual Sri Laka en 1663 (Wellcome Images).

## Teclado Panini para teléfonos celulares

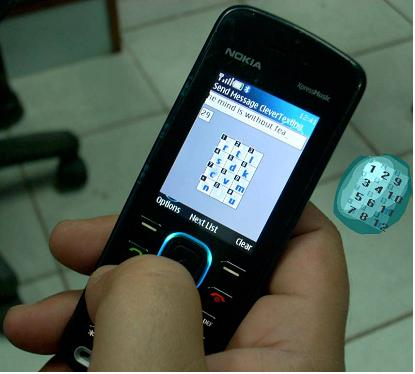
Teclado Pāṇini mostrado en la pantalla de un teléfono móvil.

El teclado Panini es un innovador teclado de teléfono móvil, que permite escribir con gran facilidad un mensaje de texto en cualquier dialecto regional de la India o cualquier idioma internacional.
Utiliza escritura predictiva estadística, pero sin utilizar un diccionario.

## Otro Pāṇini
Existe un antiguo poeta llamado Pāṇini, posiblemente de antes de la era común, que algunos identifican con el gramático.